# Xenochelifer
Xenochelifer är ett släkte av spindeldjur. Xenochelifer ingår i familjen tvåögonklokrypare.
Kladogram enligt Catalogue of Life:
| Xenochelifer | \| \| Xenochelifer davidi \| \| \| \| \| \| Xenochelifer derhami \| \| \| \| |
|              | \| \| Xenochelifer davidi \| \| \| \| \| \| Xenochelifer derhami \| \| \| \| |
|              | Xenochelifer davidi                                                          |
|              |                                                                              |
|              | Xenochelifer derhami                                                         |
|              |                                                                              |